# Châtaignier tahitien
Inocarpus fagifer
Genre
Espèce
Classification phylogénétique
Synonymes
- Aniotum edulis J.R.Forst.
- Aniotum fagiferum Parkinson - Basionyme
- Bocoa edulis (J. R. Forst. & G. Forst.) Baill.
- Cajanus edulis (J.R.Forst. & G.Forst.) Kuntze
- Inocarpus edulis J.R.Forst.
- Inocarpus eludis J.R.Forst. & G.Forst.
- Inocarpus fagiferus (Parkinson) Fosberg[2]

Le Châtaignier tahitien  ou mapé (Inocarpus fagifer) est une espèce de plantes à fleurs de la famille des Fabaceae. C'est l'unique espèce du genre Inocarpus (genre monotypique). C'est un arbre trouvé de l'Indonésie jusqu'en Polynésie orientale.

## Noms vernaculaires
L'inocarpus porte différents noms suivant les langues utilisées pour le désigner :
- Māpē[3], ihi[4], mami[5], mārare[6], pauhuru[7] en tahitien[8] ;
- i’i[9] en maori des îles Cook ;
- ifi en samoan, tongien et niuéen ;
- ivi en fidjien ;
- namambe en bislama ;
- châtaignier tahitien ou mapé en français ;
- polynesian chestnut en anglais.

## Description
Le châtaignier tahitien est un grand arbre pouvant atteindre plus de 30 m de hauteur au tronc droit de 1,50 m de diamètre sur lequel se développent de grands contreforts plats.
Les feuilles sont simples, alternes et les fleurs blanches très odorantes.
Le fruit est une drupe arrondie et aplatie de 5 à 9 cm de long de couleur verte virant au jaune puis à l'orange à maturité et contenant une amande. La saison de récolte des fruits dure dans l'hémisphère sud environ trois mois de mars à mai et de septembre à novembre dans l'hémisphère nord par exemple à Hawaii.

## Utilisation

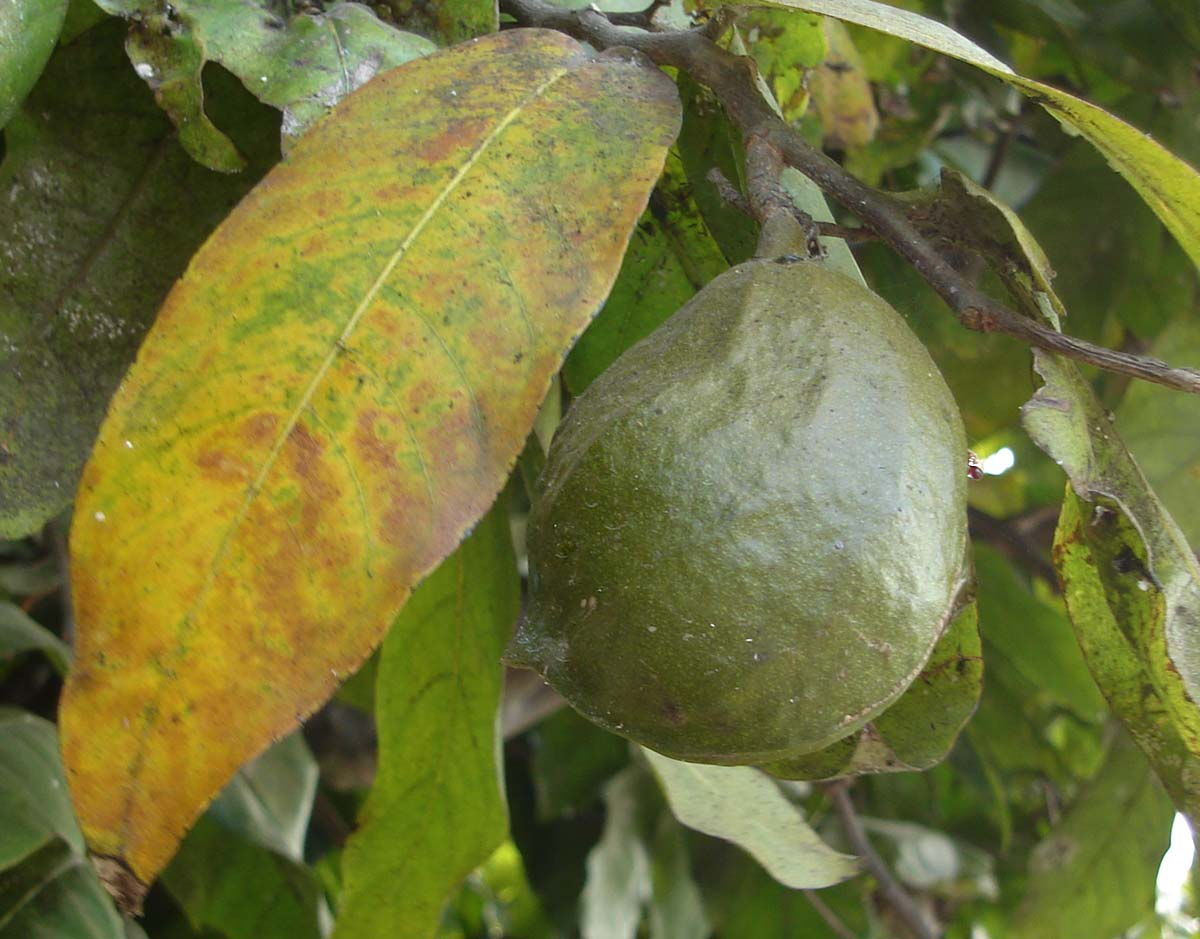
Fruit de l'inocarpus.

Les contreforts du tronc étaient utilisés pour transmettre les informations par le frappement des minces parois afin de faire résonner un battement dans la vallée ou sur la mer.
A Tahiti, le suc des fruits verts de mape, mélangé avec le suc de l'écorce d'atae (Erythrina indica) est utilisé pour guérir la piqûre du poisson-pierre et l'inflammation consécutive. Les feuilles sont utilisées dans des remèdes contre la dysenterie.
Les amandes bouillies sont communément dégustées sous forme d'amuse-gueule sous le nom de "mapé chaud”. Souvent vendu au bord des routes, une consommation excessive à la réputation de provoquer des flatulences. On peut également les mélanger à du lait de coco pour fabriquer du po’e māpē ou de l'eau de coco et de la farine pour fabriquer du faraoa māpē, du pain de châtaigne tahitienne.
Le mape fournit un bois très recherché pour en faire du charbon de bois. La sève issue de l'écorce ou de jeunes fruits était utilisée comme teinture (noir, bleu, vert, violet ou rouge), grâce à des substances telles l'inocarpine (rouge) la xantocarpine (jaune).
Traditionnellement à Rarotonga, des rangées de i'i servaient à délimiter les différents tapere. Il pouvait être également planté dans l'espace du marae
Selon le mythe de la création, les fruits viennent des reins, la sève rouge du sang, et les contorsions du tronc du nez de l'être humain.

## Répartition
Présent d'Indonésie jusqu'en Polynésie orientale, le mape a été introduit lors des migrations polynésiennes. Il se rencontre fréquemment dans toutes les îles hautes à proximité de cours d'eau et dans les fonds de vallées.